# Ассоциация развития балтийских исследований
Ассоциация развития балтийских исследований (англ. Association for the Advancement of Baltic Studies) — научная организация, действующая с 1968 года в США.
Ассоциация была учреждена 1 декабря 1968 года по итогам первой конференции балтийских исследований, состоявшейся в Мэрилендском университете. Исполнительным директором до 1992 года был Янис Гайгулис, первым президентом в 1968 году стал экономист Гундарс Кениньш-Кингс. Базировалась Ассоциация до 1998 года в Нью-Йорке, после чего в ходе организационной реформы её штаб-квартира была перенесена в Портленд, а затем в Вашингтонский университет в Сиэтле. Ключевыми фигурами в Ассоциации были латышские и эстонские учёные, работавшие в США, в том числе Валтерс Ноллендорфс, Вайра Вике-Фрейберга, Ивар Иваск, Валдис Зепс, Рейн Таагепера, Тыну Парминг, Тойво Раун и другие. После распада СССР деятельность Ассоциации приобрела более интернациональный характер: на конференции в США стали приглашаться учёные из стран Балтии, в 1992 году в Риге было открыто представительство Ассоциации, которое возглавил Ноллендорфс.
Печатным органом Ассоциации является ежеквартальный Journal of Baltic Studies, основанный в 1970 году и выпускаемый издательством Routledge.